# Клод-Морис, Алексис
Алекси́с Клод-Мори́с (фр. Alexis Claude-Maurice; родился 6 июня 1998) — французский футболист, нападающий немецкого клуба «Аугсбург».

## Клубная карьера
Футбольную карьеру начал в академии клуба «Торси Валь-Мобе». В июле 2014 года стал игроком академии «Лорьяна». В основном составе «Лорьяна» дебютировал 4 августа 2017 года в матче французской Лиги 2 против «Газелека». 16 марта 2018 года забил свой первый гол в матче Лиги 2 против «Орлеана».
В августе 2019 года перешёл в «Ниццу» за 14 млн евро. В основном составе «Ниццы» дебютировал 14 сентября 2019 года в матче французской Лиги 1 против «Монпелье». 8 февраля 2020 года забил свой первый гол за «Ниццу» в матче против «Нима».
31 августа 2022 года на правах аренды до конца сезона 2022/23 перешёл клуб французской Лиги 1 «Ланс».

## Карьера в сборной
Выступал за сборные Франции до 18, до 19 и до 20 лет.

## Личная жизнь
Родился во Франции в семье выходцев из Гваделупы.